# Provincia di Espinar
La provincia di Espinar è una provincia del Perù, situata nella regione di Cusco.

## Geografia antropica

### Suddivisioni amministrative
È divisa in 8 distretti:
- Alto Pichigua (Accocunca)
- Condoroma (Condoroma)
- Coporaque (Coporaque)
- Espinar (Yauri)
- Ocoruro (Ocoruro)
- Pallpata (Héctor Tejada)
- Pichigua (Pichigua)
- Suyckutambo (Suyckutambo)